# Haljala (obec)
Obec Haljala (estonsky Haljala vald) je samosprávná jednotka estonského kraje Lääne-Virumaa.

## Osídlení
V obci žije více než 4 tisíce obyvatel ve dvou městečkách (Haljala a Võsu) a 72 vesnicích (Aaspere, Aasu, Aasumetsa, Aaviku, Adaka, Altja, Andi, Annikvere, Auküla, Eisma, Eru, Essu, Haili, Idavere, Ilumäe, Joandu, Kakuvälja, Kandle, Karepa, Kärmu, Karula, Käsmu, Kavastu, Kisuvere, Kiva, Kõldu, Koljaku, Koolimäe, Korjuse, Kosta, Lahe, Lauli, Lihulõpe, Liiguste, Lobi, Metsanurga, Metsiku, Muike, Mustoja, Natturi, Noonu, Oandu, Paasi, Pajuveski, Palmse, Pedassaare, Pehka, Pihlaspea, Põdruse, Rutja, Sagadi, Sakussaare, Salatse, Sauste, Tatruse, Tepelvälja, Tidriku, Tiigi, Toolse, Tõugu, Uusküla, Vainupea, Vanamõisa, Varangu, Vatku, Vergi, Vihula, Vila, Villandi, Võhma, Võle a Võsupere. Správním střediskem obce je městečko Haljala, podle něhož je obec pojmenována.